# Айдарська волость
Айдарська волость — історична адміністративно-територіальна одиниця Острогозького повіту Воронізької губернії з центром у слободі Айдар.
Станом на 1885 рік складалася з 4 поселень, 4 сільських громад. Населення — 4346 осіб (2243 чоловічої статі та 2103 — жіночої), 496 дворових господарств.
|                     | Площа, десятин | У тому числі орної, дес. |
| ------------------- | -------------- | ------------------------ |
| Сільських громад    | 13336          | 10644                    |
| Приватної власності | 6934           | 1742                     |
| Іншої власності     | 58             | 58                       |
| Загалом             | 20328          | 12444                    |

Найбільші поселення волості на 1880 рік:
- Айдар (Утянка) — колишня державна слобода при річці Айдар за 120 верст від повітового міста, 2310 осіб, 348 дворів, православна церква, школа, 4 лавки, 3 постоялих двори, 4 ярмарки на рік. За 6 верст — паровий млин. За 12 верст — цегельний завод.
- Лозна (Решетнякова) — колишня державна слобода при річці Лозна, 2334 особи, 305 дворів, православна церква, школа, 3 лавки, 2 постоялих двори, 29 вітряних млинів, 2 ярмарки на рік.